# Sint-Gorikskerk (Sint-Goriks-Oudenhove)
De Sint-Gorikskerk of Sint-Gaugericuskerk van Sint-Goriks-Oudenhove (Zottegem) bevat romaanse elementen die teruggaan tot de 12de eeuw, namelijk de hoofdbeuk uit roodbruine ijzerzandsteen. De kerk is toegewijd aan de heilige Gorik van Kamerijk en wordt omringd door een klein kerkhof. 

## Bouwgeschiedenis
De kerk bestaat uit een schip met brede hoofd- en zeer smalle noordelijke zijbeuk van vier traveeën; noordelijke kapel van één travee met vlakke sluiting; schuin tegen de oostwand van het schip ingeplante oosttoren met zuidelijke traptoren; koor van een rechte travee met driezijdige sluiting; zuidelijke sacristie van één travee; rechthoekige bergruimte in noordoostelijke hoek van zijkapel en toren. In de vroeggotische periode werd de kerk uitgebreid met een noordelijke zijbeuk, later met een achtkantige middentoren (op de plaats van het romaanse koor) en een polygonaal koor, en nog later met een noordelijke zijkapel als soort van transeptarm; in 1579 beschadigd door de geuzen, gevolgd door herstellingen in 1592-1599; dakherstelling in 1616; steekboogvensters in zuidgevel van het schip in midden 18de eeuw; herstel van spits in 1838; nieuwe sacristie en opknapbeurt in 1877; restauratie van daken en toren in 1923; gebrandschilderde ramen en vermoedelijk ook het traceerwerk van het zuidelijke beukvenster in 1928. Aan weerszijden van het portaal bevinden zich twee stroken metselwerk in visgraatverband. In het traptorentje zitten twee grijnzende maskers in ijzerzandsteen verwerkt. Volgens een legende verwijzen die naar een conflict tussen de pastoor en de lokale heer, waarbij de pastoor de aparte toegangsdeur voor de heer dicht had laten metselen. In 1729 kreeg de toenmalige pastoor van de aartsbisschop van Mechelen twee deeltjes van het Heilig Kruishout, die in een reliekhouder werden gestopt. Op de feestdagen van de Kruisvinding en van de Kruisverheffing (processiedagen) wijdde de pastoor het ‘Kruiswater’. Vanaf 1971 kreeg het dorpsplein rond de kerk daarom de naam Kruiswaterplein.  Op het Kruiswaterplein werd in 2019 in het kader van een landschapsbelevingsproject van Toerisme Vlaamse Ardennen en Regionaal Landschap Vlaamse Ardennen een zitbank met ijzerzandsteen geplaatst en ook een 'krabsteen', een verwijzing naar de bouwmaterialen van de Sint-Gorikskerk. 
Sinds 1943 is de kerk beschermd als monument.

## Afbeeldingen

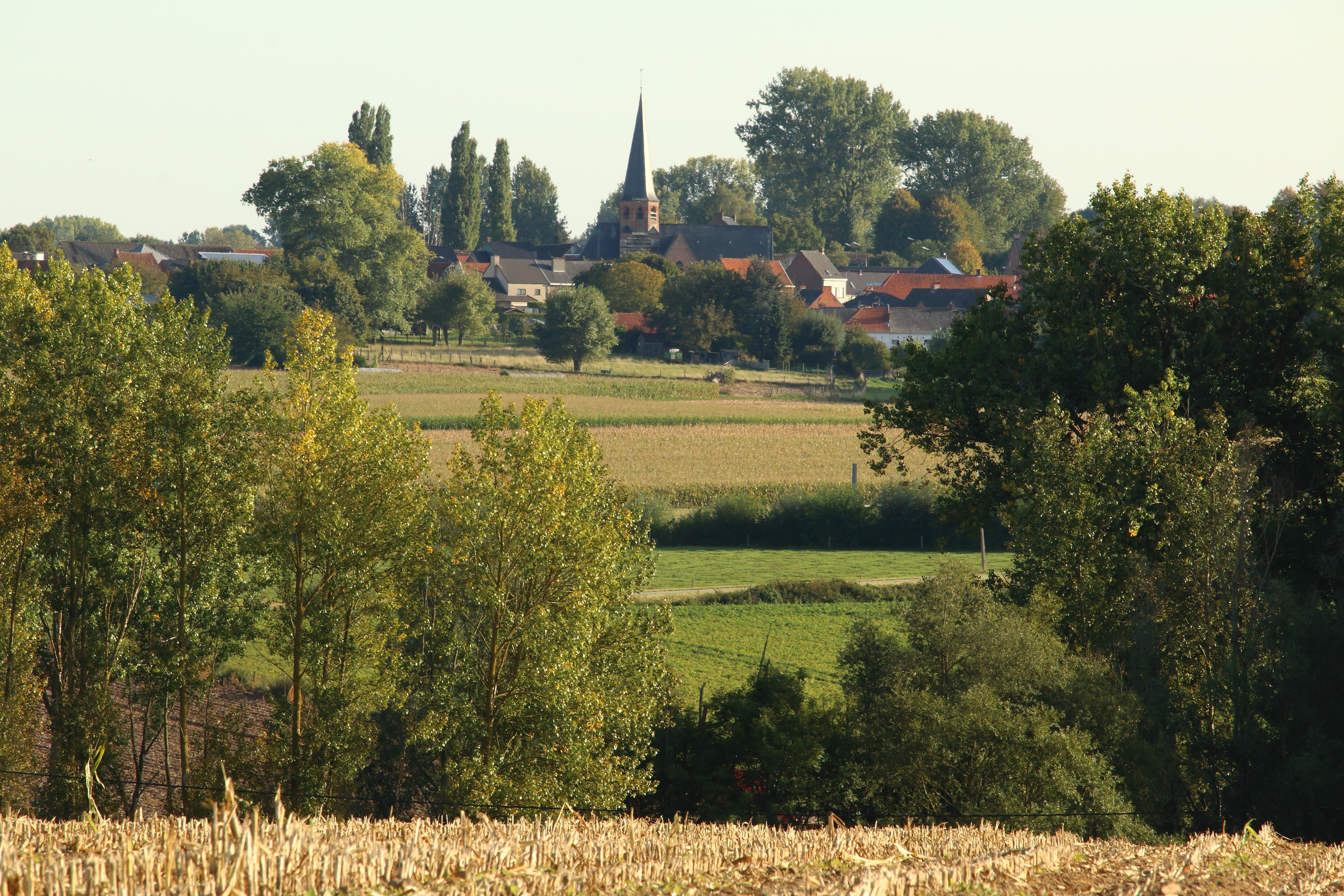
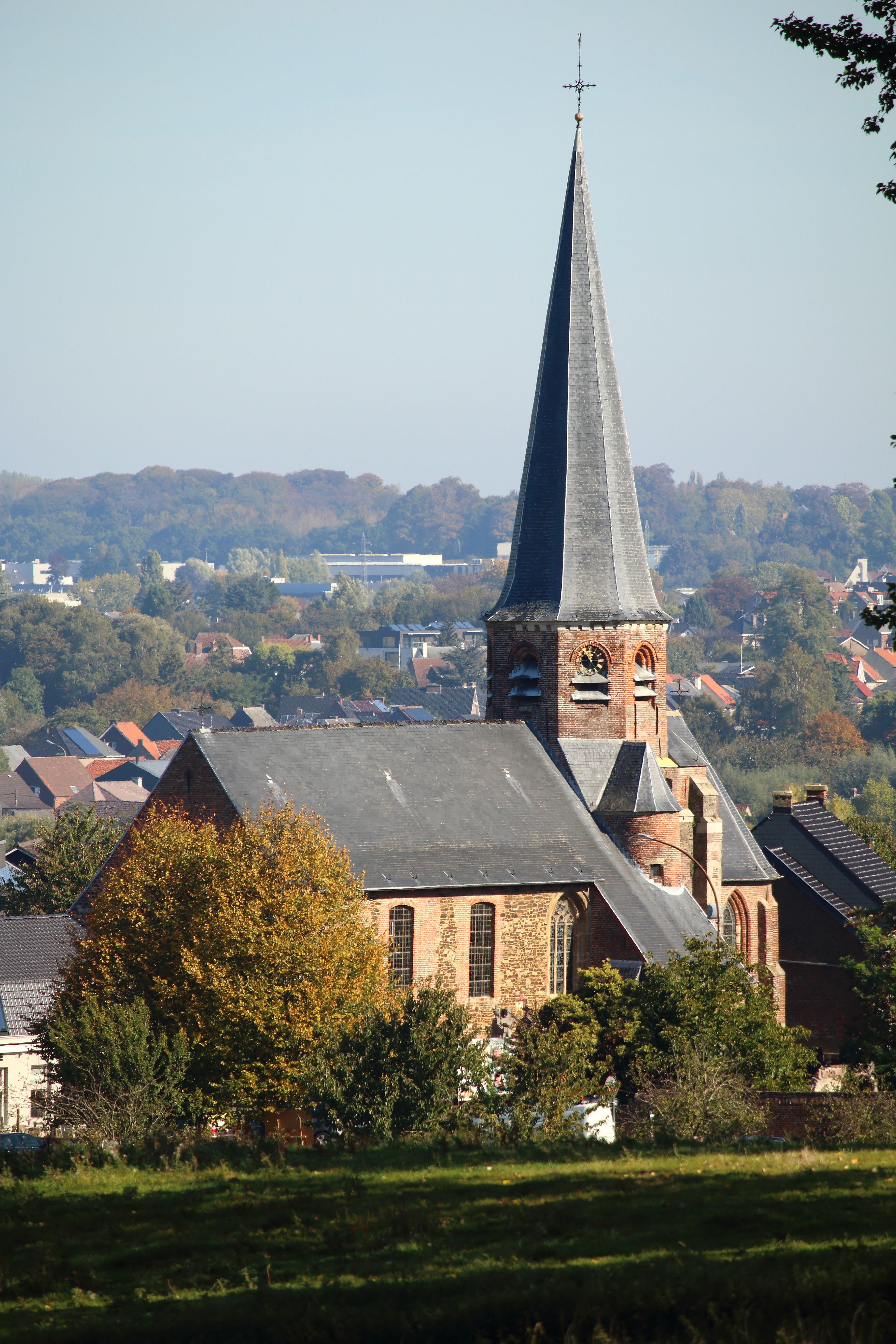
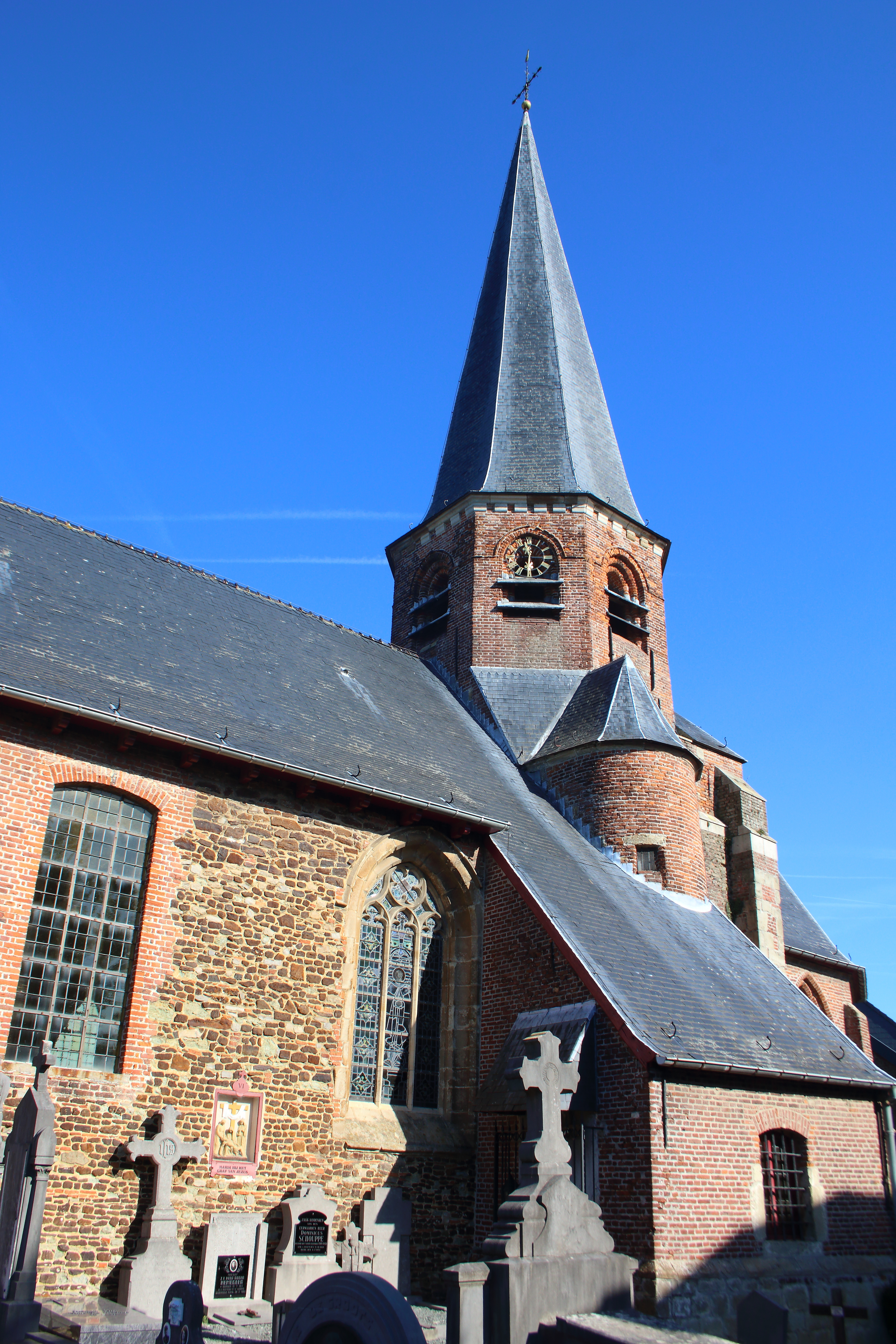
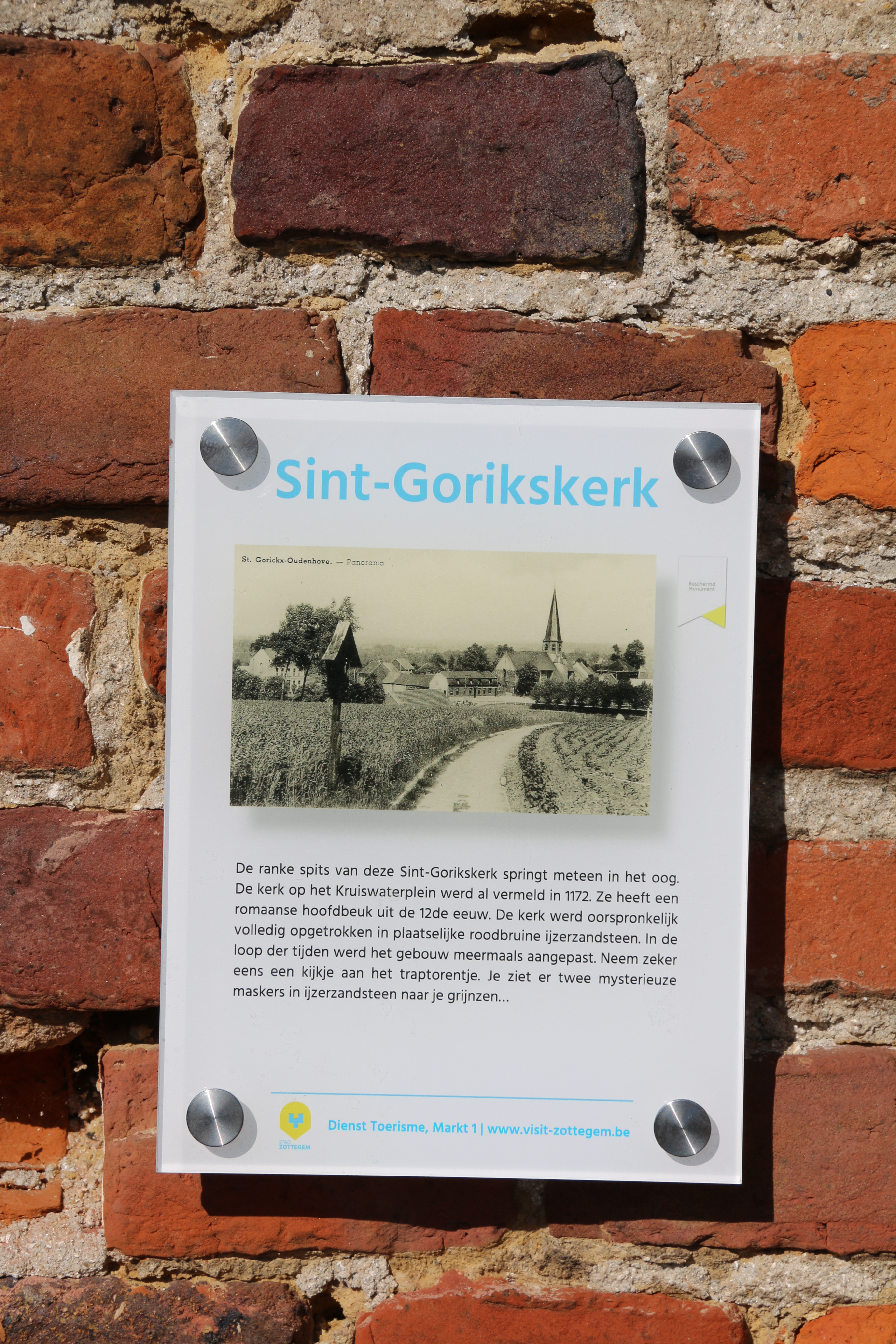
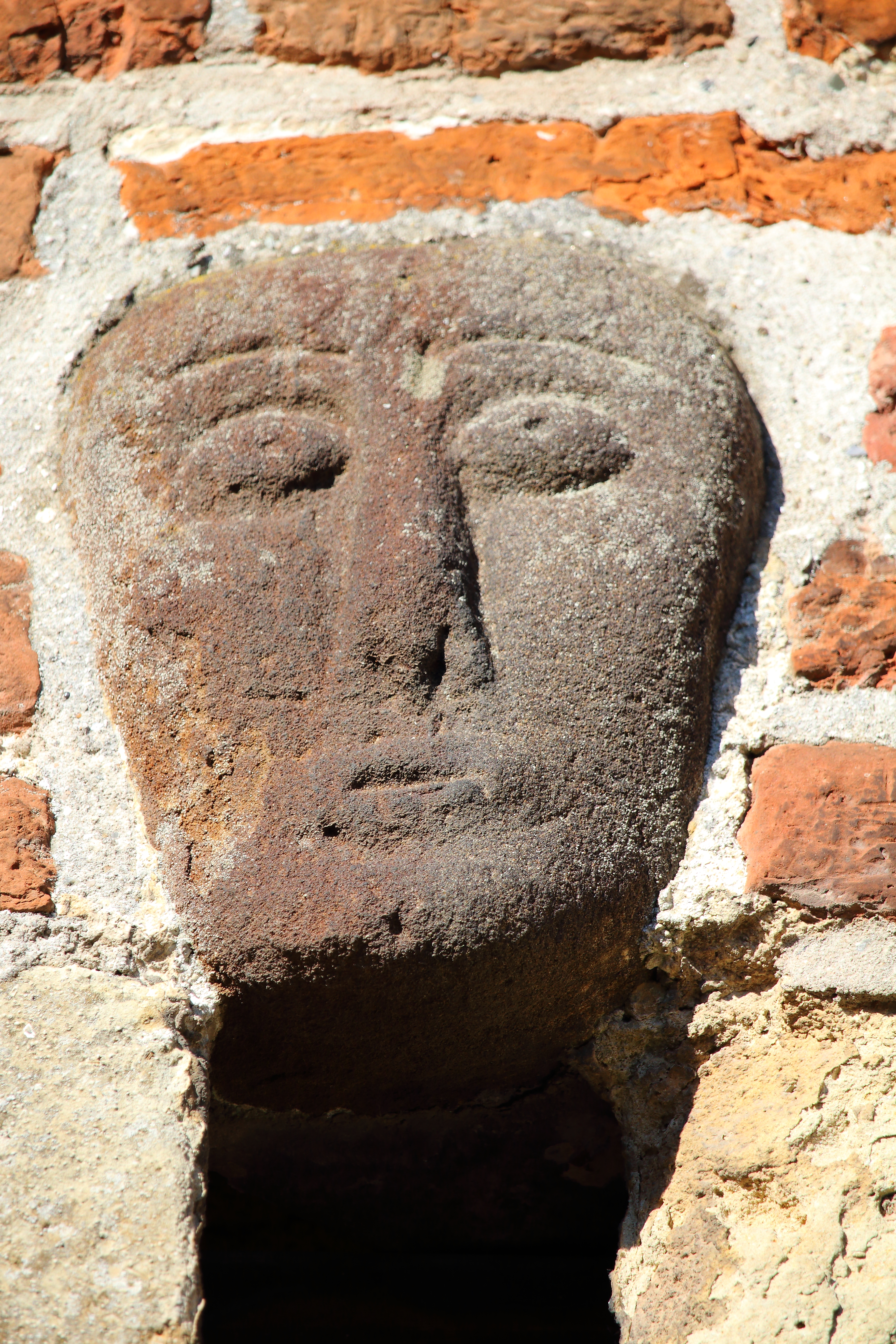
Masker
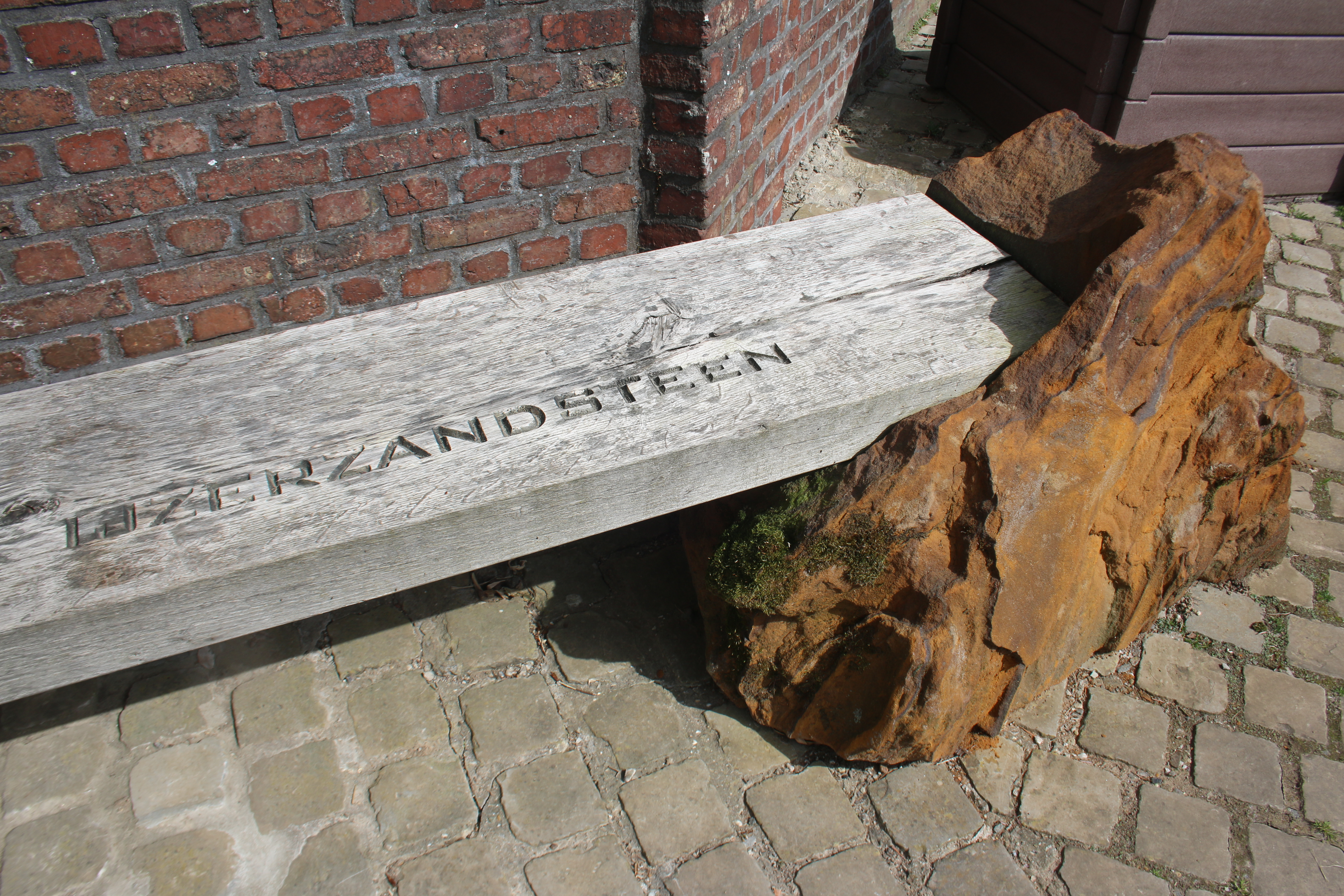
IJzerzandsteen